# Stjepan Ostoja
Stjepan Ostoja (– 1418.),  bosanski kralj u dva navrata od 1398. do 1404. i od 1409. do 1418. Nezakoniti je sin kralja Tvrtka I. iz dinastije Kotromanića.

## Vladavina

### Prva vladavina
Preuzeo je vlast, uz pomoć vojvode Hrvoja Vukčića Hrvatinića, od kraljice Jelene Grube 1398. godine. Za vrijeme prve vladavine (1398. – 1404.) održavao je dobre odnose s ostalim velikašima. Po dolasku na vlast podržao je zahtjeve Ladislava Napuljskog za hrvatsko-ugarskom krunom, zbog čega je Ladislavov takmac, Žigmund Luksemburški napao njegove posjede. Vlast je izgubio 1404. godine, kada je oduzeo posjed jednom plemiću, koji je bio pod zaštitom Hrvoja Vukčića Hrvatinića. Bio je prognan iz sve do 1412. godine, kada se ponovno vratio na prijestolje.

### Druga vladavina
Nakon što je Stjepan Ostoja bio svrgnut na stanku u Milama, i protjeran iz Bosne, na vlast je došao neiskusni i mladi Tvrtko II. Kotromanić, koji je vladao samo četiri godine, i to od 1404. do 1409. godine. Od 1409. do 1412. godine, bio je period dvovlašća, jer se Stjepan Ostoja vratio u Bosnu i tražio svoje pravo da se vrati na prijestolje. Godine 1412. Tvrtko II. Kotromanić misteriozno nestaje, a vlast preuzima Stjepan Ostoja, koji je Bosnom vladao po drugi put, od 1409. do 1418. godine. Stjepan Ostoja je oženio Jelenu Nelipčić 1416., kako bi došao do vlasti nad posjedima, koje je Jeleni ostavio njen prvi suprug Hrvoje Vukčić Hrvatinić. Između ostalog, Jelena je u brak s Ostojom donijela Plivsku i Lučku župu s Jajcem, iako je ostatak Hrvojevih posjeda u Donjim Krajima pripao njegovom rođaku Jurjaju Vojislaviću. U tom periodu, nije se mnogo brinuo za stanje u Bosni. Omogućio je samovolju ostalim plemićima, koji su se borili jedni protiv drugih. U njegovo je vrijeme Osmansko Carstvo postupno počelo prodirati u Bosnu. Naslijedio ga je njegov sin, Stjepan Ostojić 1418. godine.
Imao je troje djece, tri sina, koji su svi neko vrijeme vladali Bosnom. Stjepan Ostojić je vladao Bosnom od 1418. do 1421.; Radivoj Ostojić od 1433. do 1435., ali samo kao protukralj, te Stjepan Tomaš od 1443. do 1461. godine. Posljednji bosanski kralj je bio njegov unuk, Stjepan Tomašević i vladio je od 1461. do 1463. godine, a bio je sin Stjepana Tomaša.

## Vanjske poveznice
| Prethodnik:  | Bosanski kralj 1398. – 1404. | Nasljednik: |
| Jelena Gruba | Bosanski kralj 1398. – 1404. | Tvrtko II.  |

| Prethodnik: | Bosanski kralj 1409. – 1418. | Nasljednik:     |
| Tvrtko II.  | Bosanski kralj 1409. – 1418. | Stjepan Ostojić |